# Llista de ponts de les Terres de l'Ebre
Llista de ponts de les Terres de l'Ebre ordenats per comarca i municipi.
Informació actualitzada per un bot. Els canvis manuals es perdran quan s'actualitzi!
| imatge | Nom                                           | instància de                             | Municipi                     | Comarca           | travessa                    | hi passa                  | Elevació s.n.m. en m | Any          | Mides                            | estat de conservació | coordenades                                                              | Protecció                                  | WD Comm.                                              |
| ------ | --------------------------------------------- | ---------------------------------------- | ---------------------------- | ----------------- | --------------------------- | ------------------------- | -------------------- | ------------ | -------------------------------- | -------------------- | ------------------------------------------------------------------------ | ------------------------------------------ | ----------------------------------------------------- |
|        | Pont del Bordissal                            | pont                                     | Aldover                      | Baix Ebre         |                             |                           |                      |              |                                  |                      | 40° 51′ 42″ N, 0° 26′ 23″ E / 40.8617733246843°N,0.439757440127332°E     |                                            | Modifica les dades a Wikidata                         |
|        | lo Passet                                     | pont                                     | Alfara de Carles             | Baix Ebre         |                             |                           |                      |              |                                  |                      | 40° 52′ 18″ N, 0° 23′ 50″ E / 40.8715855564745°N,0.397279981633161°E     |                                            | Modifica les dades a Wikidata                         |
|        | Pont del Coixo                                | pont                                     | Alfara de Carles             | Baix Ebre         |                             |                           |                      |              |                                  |                      | 40° 51′ 39″ N, 0° 25′ 06″ E / 40.8608800506387°N,0.418282906772221°E     |                                            | Modifica les dades a Wikidata                         |
|        | aqüeducte de Xalamera                         | aqüeducte pont                           | Benifallet                   | Baix Ebre         |                             |                           |                      |              |                                  |                      | 40° 56′ 36″ N, 0° 28′ 56″ E / 40.9434°N,0.482088°E                       | bé integrant del patrimoni cultural català | Modifica les dades a Wikidata                         |
|        | Pont de la Balç                               | pont                                     | Benifallet                   | Baix Ebre         |                             |                           |                      |              |                                  |                      | 40° 59′ 38″ N, 0° 34′ 20″ E / 40.9938186549222°N,0.572145410868355°E     |                                            | Modifica les dades a Wikidata                         |
|        | Pont de la Vall                               | pont                                     | Benifallet                   | Baix Ebre         |                             |                           |                      |              |                                  |                      | 40° 57′ 57″ N, 0° 30′ 24″ E / 40.965778298677°N,0.506714124429155°E      |                                            | Modifica les dades a Wikidata                         |
|        | Pont de les Coves                             | pont                                     | Benifallet                   | Baix Ebre         |                             |                           |                      |              |                                  |                      | 40° 57′ 08″ N, 0° 30′ 37″ E / 40.9523245666474°N,0.510178819185997°E     |                                            | Modifica les dades a Wikidata                         |
|        | Pont de Pipa                                  | pont                                     | Benifallet                   | Baix Ebre         |                             |                           |                      |              |                                  |                      | 40° 57′ 10″ N, 0° 26′ 52″ E / 40.9527530653044°N,0.447838816586394°E     |                                            | Modifica les dades a Wikidata                         |
|        | Pont de Riberola                              | pont                                     | Benifallet                   | Baix Ebre         |                             |                           |                      |              |                                  |                      | 40° 58′ 54″ N, 0° 29′ 18″ E / 40.9816250258619°N,0.488205648051116°E     |                                            | Modifica les dades a Wikidata                         |
|        | Pont de Segura                                | pont                                     | Benifallet                   | Baix Ebre         |                             |                           |                      |              |                                  |                      | 40° 59′ 34″ N, 0° 33′ 31″ E / 40.992733752857°N,0.558740394336229°E      |                                            | Modifica les dades a Wikidata                         |
|        | Pont dels Frares                              | pont                                     | Benifallet                   | Baix Ebre         |                             |                           |                      |              |                                  |                      | 40° 57′ 23″ N, 0° 29′ 09″ E / 40.9563466921143°N,0.485933060709163°E     |                                            | Modifica les dades a Wikidata                         |
|        | Pont del Camí de les Comes                    | pont                                     | Camarles                     | Baix Ebre         |                             |                           |                      |              |                                  |                      | 40° 46′ 52″ N, 0° 38′ 52″ E / 40.781158792918°N,0.647832847955078°E      |                                            | Modifica les dades a Wikidata                         |
|        | Pont del Filato                               | pont                                     | Camarles                     | Baix Ebre         |                             |                           |                      |              |                                  |                      | 40° 47′ 21″ N, 0° 39′ 36″ E / 40.7891820006007°N,0.660111907242479°E     |                                            | Modifica les dades a Wikidata                         |
|        | Pont Alt                                      | pont                                     | Deltebre                     | Baix Ebre         |                             |                           |                      |              |                                  |                      | 40° 44′ 09″ N, 0° 43′ 20″ E / 40.7357951068951°N,0.722247250639913°E     |                                            | Modifica les dades a Wikidata                         |
|        | Pont d'Ignàsio                                | pont                                     | Deltebre                     | Baix Ebre         |                             |                           |                      |              |                                  |                      | 40° 43′ 12″ N, 0° 44′ 43″ E / 40.7200896941873°N,0.745371859619089°E     |                                            | Modifica les dades a Wikidata                         |
|        | Pont de l'Estació                             | pont                                     | Deltebre                     | Baix Ebre         |                             |                           |                      |              |                                  |                      | 40° 43′ 17″ N, 0° 44′ 24″ E / 40.7214414807981°N,0.739880148637954°E     |                                            | Modifica les dades a Wikidata                         |
|        | Pont de la Marquesa                           | pont                                     | Deltebre                     | Baix Ebre         |                             |                           |                      |              |                                  |                      | 40° 45′ 34″ N, 0° 47′ 32″ E / 40.7595141157108°N,0.792312472337474°E     |                                            | Modifica les dades a Wikidata                         |
|        | Pont de Tonet                                 | pont                                     | Deltebre                     | Baix Ebre         |                             |                           |                      |              |                                  |                      | 40° 42′ 43″ N, 0° 36′ 49″ E / 40.7118800230208°N,0.613518543432683°E     |                                            | Modifica les dades a Wikidata                         |
|        | Pont del Peixero                              | pont                                     | Deltebre                     | Baix Ebre         |                             |                           |                      |              |                                  |                      | 40° 44′ 39″ N, 0° 44′ 32″ E / 40.7441780173619°N,0.742248745123015°E     |                                            | Modifica les dades a Wikidata                         |
|        | Pont del Rei                                  | pont                                     | Deltebre                     | Baix Ebre         |                             |                           |                      |              |                                  |                      | 40° 42′ 19″ N, 0° 47′ 11″ E / 40.7051951013418°N,0.786520821947042°E     |                                            | Modifica les dades a Wikidata                         |
|        | Pont lo Passador                              | pont                                     | Deltebre Sant Jaume d'Enveja | Baix Ebre Montsià | Durex                       |                           |                      |              |                                  |                      | 40° 42′ 47″ N, 0° 43′ 03″ E / 40.712999°N,0.717434°E                     |                                            | Modifica les dades a Wikidata · Més imatges a Commons |
|        | Pont de l'Àliga                               | pont                                     | el Perelló                   | Baix Ebre         |                             |                           |                      |              |                                  |                      | 40° 50′ 46″ N, 0° 45′ 04″ E / 40.8462272413049°N,0.751158724792026°E     |                                            | Modifica les dades a Wikidata                         |
|        | Pont de les Torretes                          | pont                                     | el Perelló                   | Baix Ebre         |                             |                           |                      |              |                                  |                      | 40° 52′ 41″ N, 0° 42′ 43″ E / 40.8779807497393°N,0.71190719193135°E      |                                            | Modifica les dades a Wikidata                         |
|        | Pont del Barranc del Clot d'en Rauder         | pont                                     | el Perelló                   | Baix Ebre         |                             |                           |                      |              |                                  |                      | 40° 56′ 23″ N, 0° 39′ 08″ E / 40.9396436888688°N,0.652277293936295°E     |                                            | Modifica les dades a Wikidata                         |
|        | Pont del Cotó                                 | pont                                     | el Perelló                   | Baix Ebre         |                             |                           |                      |              |                                  |                      | 40° 51′ 02″ N, 0° 42′ 49″ E / 40.8505756181222°N,0.713491248752842°E     |                                            | Modifica les dades a Wikidata                         |
|        | Pont Trencat                                  | pont                                     | el Perelló                   | Baix Ebre         |                             |                           |                      |              |                                  |                      | 40° 51′ 04″ N, 0° 41′ 26″ E / 40.8510808614527°N,0.690484669131699°E     |                                            | Modifica les dades a Wikidata                         |
|        | Pont de l'Autopista                           | pont                                     | l'Aldea Amposta              | Baix Ebre Montsià | Ebre                        | Autopista del Mediterrani |                      |              |                                  |                      | 40° 43′ 43″ N, 0° 34′ 31″ E / 40.7286939887902°N,0.57535989250546°E      |                                            | Modifica les dades a Wikidata                         |
|        | Pont de la carretera N-340                    | pont                                     | l'Aldea Amposta              | Baix Ebre Montsià | Ebre                        | N-340                     |                      |              |                                  |                      | 40° 42′ 32″ N, 0° 35′ 27″ E / 40.7089°N,0.590816°E                       | bé integrant del patrimoni cultural català | Modifica les dades a Wikidata · Més imatges a Commons |
|        | Pont de Cala Forn                             | pont                                     | l'Ametlla de Mar             | Baix Ebre         |                             |                           |                      |              |                                  |                      | 40° 54′ 38″ N, 0° 49′ 20″ E / 40.9105109267095°N,0.822344677478352°E     |                                            | Modifica les dades a Wikidata                         |
|        | Pont de Mes Avall                             | pont                                     | Paüls                        | Baix Ebre         |                             |                           |                      |              |                                  |                      | 40° 55′ 27″ N, 0° 26′ 49″ E / 40.9240527792398°N,0.446853949213922°E     |                                            | Modifica les dades a Wikidata                         |
|        | Pont de Covalta                               | pont                                     | Roquetes                     | Baix Ebre         |                             |                           |                      |              |                                  |                      | 40° 47′ 43″ N, 0° 23′ 59″ E / 40.7952042162683°N,0.399639152509771°E     |                                            | Modifica les dades a Wikidata                         |
|        | Pont del Forcallet                            | pont                                     | Roquetes                     | Baix Ebre         |                             |                           |                      |              |                                  |                      | 40° 46′ 49″ N, 0° 25′ 32″ E / 40.7802909196186°N,0.425448443426271°E     |                                            | Modifica les dades a Wikidata                         |
|        | Pont del Pas de Berenguer                     | pont                                     | Roquetes                     | Baix Ebre         |                             |                           |                      |              |                                  |                      | 40° 47′ 00″ N, 0° 26′ 51″ E / 40.7834649415742°N,0.447485165534404°E     |                                            | Modifica les dades a Wikidata                         |
|        | Pont dels Reguers                             | pont                                     | Roquetes                     | Baix Ebre         |                             |                           |                      |              |                                  |                      | 40° 50′ 07″ N, 0° 27′ 02″ E / 40.8351953425171°N,0.450422367639555°E     |                                            | Modifica les dades a Wikidata                         |
|        | Pont d'Una Barana                             | pont                                     | Tivenys                      | Baix Ebre         |                             |                           |                      |              |                                  |                      | 40° 55′ 24″ N, 0° 29′ 40″ E / 40.9233747689096°N,0.49434437256846°E      |                                            | Modifica les dades a Wikidata                         |
|        | Pont de Tanaro                                | pont                                     | Tivenys                      | Baix Ebre         |                             |                           |                      |              |                                  |                      | 40° 54′ 11″ N, 0° 30′ 42″ E / 40.9031800860165°N,0.511774635513051°E     |                                            | Modifica les dades a Wikidata                         |
|        | Pont del Parc                                 | pont                                     | Tivenys                      | Baix Ebre         |                             |                           |                      |              |                                  |                      | 40° 54′ 29″ N, 0° 30′ 39″ E / 40.9081480846337°N,0.510757241081619°E     |                                            | Modifica les dades a Wikidata                         |
|        | pont de l'Estat                               | pont                                     | Tortosa                      | Baix Ebre         | Ebre                        |                           | 13                   | 20th century |                                  |                      | 40° 48′ 48″ N, 0° 31′ 11″ E / 40.813209°N,0.519696°E                     | bé integrant del patrimoni cultural català | Modifica les dades a Wikidata · Més imatges a Commons |
|        | Pont de la Font de Quinto                     | pont                                     | Tortosa                      | Baix Ebre         |                             |                           |                      |              |                                  |                      | 40° 45′ 11″ N, 0° 33′ 51″ E / 40.752985023931°N,0.564148602989634°E      |                                            | Modifica les dades a Wikidata                         |
|        | Pont de la Pedrera                            | pont                                     | Tortosa                      | Baix Ebre         |                             |                           |                      |              |                                  |                      | 40° 44′ 00″ N, 0° 34′ 30″ E / 40.7332423113965°N,0.574910501923493°E     |                                            | Modifica les dades a Wikidata                         |
|        | Pont de la Torre                              | pont                                     | Tortosa                      | Baix Ebre         |                             |                           |                      |              |                                  |                      | 40° 44′ 41″ N, 0° 34′ 19″ E / 40.7447392423002°N,0.572076680412064°E     |                                            | Modifica les dades a Wikidata                         |
|        | Pont de Pedra                                 | pont                                     | Tortosa                      | Baix Ebre         |                             |                           |                      |              |                                  |                      |                                                                          | bé cultural d'interès local                | Modifica les dades a Wikidata                         |
|        | Pont de Tirant lo Blanc                       | pont                                     | Tortosa                      | Baix Ebre         |                             |                           |                      |              |                                  |                      | 40° 47′ 58″ N, 0° 31′ 23″ E / 40.7993873344338°N,0.522958261329796°E     |                                            | Modifica les dades a Wikidata                         |
|        | pont del ferrocarril sobre l'Ebre             | pont                                     | Tortosa                      | Baix Ebre         | Ebre                        |                           |                      | 20th century |                                  |                      | 40° 48′ 35″ N, 0° 31′ 03″ E / 40.8098°N,0.517366°E                       | bé cultural d'interès local                | Modifica les dades a Wikidata · Més imatges a Commons |
|        | pont del Mil·lenari de Catalunya              | pont                                     | Tortosa                      | Baix Ebre         | Ebre                        |                           |                      |              | llarg:384 m ample:17.7 m         |                      | 40° 48′ 14″ N, 0° 30′ 47″ E / 40.80375°N,0.51292°E                       | bé cultural d'interès local                | Modifica les dades a Wikidata · Més imatges a Commons |
|        | Pont Trencat                                  | pont                                     | Tortosa                      | Baix Ebre         |                             |                           |                      |              |                                  |                      | 40° 45′ 52″ N, 0° 33′ 51″ E / 40.7645713632579°N,0.564282178119663°E     |                                            | Modifica les dades a Wikidata                         |
|        | Aqüeducte dels Arquets                        | pont aqüeducte estructura arquitectònica | Xerta                        | Baix Ebre         |                             |                           |                      |              | ulls:1                           |                      | 40° 54′ 28″ N, 0° 28′ 42″ E / 40.907752990722656°N,0.47836700081825256°E |                                            | Modifica les dades a Wikidata                         |
|        | Pont de l'Arram                               | pont                                     | Xerta                        | Baix Ebre         |                             |                           |                      |              |                                  |                      | 40° 55′ 49″ N, 0° 28′ 55″ E / 40.9302461552029°N,0.481899621829574°E     |                                            | Modifica les dades a Wikidata                         |
|        | Pont de l'Enclusa                             | pont                                     | Xerta                        | Baix Ebre         |                             |                           |                      |              |                                  |                      | 40° 55′ 10″ N, 0° 29′ 39″ E / 40.9193246029364°N,0.494069946275258°E     |                                            | Modifica les dades a Wikidata                         |
|        | Pont de l'Era                                 | pont                                     | Xerta                        | Baix Ebre         |                             |                           |                      |              |                                  |                      | 40° 54′ 15″ N, 0° 29′ 33″ E / 40.904254756042°N,0.492371756817225°E      |                                            | Modifica les dades a Wikidata                         |
|        | Pont de la Casilla del Canal                  | pont                                     | Xerta                        | Baix Ebre         |                             |                           |                      |              |                                  |                      | 40° 54′ 20″ N, 0° 29′ 43″ E / 40.9056581406234°N,0.495191697185156°E     |                                            | Modifica les dades a Wikidata                         |
|        | Pont de la Vall de Segarra                    | pont                                     | Xerta                        | Baix Ebre         |                             |                           |                      |              |                                  |                      | 40° 54′ 06″ N, 0° 27′ 31″ E / 40.901696112052°N,0.458623939316855°E      |                                            | Modifica les dades a Wikidata                         |
|        | Pont de les Coves de Someres                  | pont                                     | Xerta                        | Baix Ebre         |                             |                           |                      |              |                                  |                      | 40° 53′ 03″ N, 0° 27′ 07″ E / 40.8842441530344°N,0.451862752911743°E     |                                            | Modifica les dades a Wikidata                         |
|        | Pont de les Parellades                        | pont                                     | Xerta                        | Baix Ebre         |                             |                           |                      |              |                                  |                      | 40° 54′ 31″ N, 0° 29′ 52″ E / 40.9086508142934°N,0.497785600944818°E     |                                            | Modifica les dades a Wikidata                         |
|        | Pont de les Portes de Tifoi                   | pont                                     | Xerta                        | Baix Ebre         |                             |                           |                      |              |                                  |                      | 40° 54′ 45″ N, 0° 29′ 57″ E / 40.9125559930143°N,0.499264893787976°E     |                                            | Modifica les dades a Wikidata                         |
|        | Pont del Barranc de les Fonts                 | pont                                     | Xerta                        | Baix Ebre         |                             |                           |                      |              |                                  |                      | 40° 55′ 50″ N, 0° 29′ 06″ E / 40.9304675601118°N,0.485026547148254°E     |                                            | Modifica les dades a Wikidata                         |
|        | Pont del Camí Vell                            | pont                                     | Xerta                        | Baix Ebre         |                             |                           |                      |              |                                  |                      | 40° 52′ 41″ N, 0° 27′ 03″ E / 40.8781033450077°N,0.450733715509586°E     |                                            | Modifica les dades a Wikidata                         |
|        | Pont de l'Estació                             | pont                                     | Alcanar                      | Montsià           | Sénia                       |                           |                      |              |                                  |                      | 40° 32′ 14″ N, 0° 27′ 55″ E / 40.537110940209°N,0.465412308101993°E      |                                            | Modifica les dades a Wikidata                         |
|        | Pont de la carretera N-340 sobre la Sénia     | pont                                     | Alcanar                      | Montsià           | Sénia                       | N-340                     |                      |              |                                  |                      | 40° 31′ 34″ N, 0° 30′ 21″ E / 40.526054°N,0.505952°E                     | bé integrant del patrimoni cultural català | Modifica les dades a Wikidata · Més imatges a Commons |
|        | Pont dels Estretets (Alcanar)                 | pont                                     | Alcanar                      | Montsià           | Sénia                       |                           |                      |              | llum:3.1 m ample:2.5 m alt:3.5 m | ruïnós               | 40° 31′ 41″ N, 0° 29′ 36″ E / 40.5281°N,0.493215°E                       | bé integrant del patrimoni cultural català | Modifica les dades a Wikidata                         |
|        | Pont de Canes                                 | pont                                     | Amposta                      | Montsià           |                             |                           |                      |              |                                  |                      | 40° 42′ 17″ N, 0° 37′ 53″ E / 40.7046009263859°N,0.631390734263967°E     |                                            | Modifica les dades a Wikidata                         |
|        | Pont de la Carrova                            | pont                                     | Amposta                      | Montsià           |                             |                           |                      |              |                                  |                      | 40° 44′ 34″ N, 0° 33′ 48″ E / 40.7427819925779°N,0.563407861977175°E     |                                            | Modifica les dades a Wikidata                         |
|        | Pont de la Mitjahora                          | pont                                     | Amposta                      | Montsià           |                             |                           |                      |              |                                  |                      | 40° 42′ 15″ N, 0° 36′ 28″ E / 40.7040693555429°N,0.607808476420756°E     |                                            | Modifica les dades a Wikidata                         |
|        | pont de pedra del canal de la dreta de l'Ebre | pont                                     | Amposta                      | Montsià           | canal de la Dreta de l'Ebre |                           |                      |              |                                  |                      | 40° 42′ 38″ N, 0° 35′ 00″ E / 40.7105°N,0.583429°E                       | bé cultural d'interès local                | Modifica les dades a Wikidata · Més imatges a Commons |
|        | Pont del Través                               | pont                                     | Amposta                      | Montsià           |                             |                           |                      |              |                                  |                      | 40° 39′ 13″ N, 0° 41′ 08″ E / 40.6536651949012°N,0.685659307267131°E     |                                            | Modifica les dades a Wikidata · Més imatges a Commons |
|        | pont penjant d'Amposta                        | pont pont penjant                        | Amposta                      | Montsià           | Ebre                        |                           |                      |              |                                  |                      | 40° 42′ 53″ N, 0° 34′ 54″ E / 40.714822°N,0.581533°E                     | bé cultural d'interès local                | Modifica les dades a Wikidata · Més imatges a Commons |
|        | Pont de pedra en sec                          | pont                                     | la Galera                    | Montsià           |                             |                           |                      |              |                                  |                      | 40° 41′ 37″ N, 0° 29′ 47″ E / 40.69364°N,0.49628°E                       | bé integrant del patrimoni cultural català | Modifica les dades a Wikidata                         |
|        | Pont sobre el barranc de la Galera            | pont                                     | la Galera                    | Montsià           |                             |                           |                      |              |                                  |                      | 40° 40′ 50″ N, 0° 27′ 42″ E / 40.680678°N,0.461803°E                     | bé cultural d'interès local                | Modifica les dades a Wikidata · Més imatges a Commons |
|        | Pont de la Guimerana                          | pont                                     | la Sénia                     | Montsià           |                             |                           |                      |              |                                  |                      | 40° 46′ 02″ N, 0° 13′ 49″ E / 40.7672654521847°N,0.230264603034366°E     |                                            | Modifica les dades a Wikidata                         |
|        | Pont de Malany                                | pont                                     | la Sénia                     | Montsià           | Sénia                       |                           |                      |              |                                  |                      | 40° 38′ 54″ N, 0° 16′ 10″ E / 40.6483491118324°N,0.269378896616906°E     |                                            | Modifica les dades a Wikidata                         |
|        | Pont del Molí la Roca                         | pont                                     | la Sénia                     | Montsià           | Sénia                       |                           |                      |              |                                  |                      | 40° 36′ 43″ N, 0° 19′ 36″ E / 40.611881°N,0.326703°E                     | bé integrant del patrimoni cultural català | Modifica les dades a Wikidata                         |
|        | Pont vell de les Cases del Riu                | pont                                     | la Sénia                     | Montsià           | Sénia                       |                           |                      |              |                                  |                      | 40° 38′ 02″ N, 0° 16′ 37″ E / 40.633969°N,0.27688°E                      | bé integrant del patrimoni cultural català | Modifica les dades a Wikidata · Més imatges a Commons |
|        | Pont de Bessolí                               | pont                                     | Mas de Barberans             | Montsià           |                             |                           |                      |              |                                  |                      | 40° 42′ 11″ N, 0° 23′ 35″ E / 40.7031455109482°N,0.39304662594989°E      |                                            | Modifica les dades a Wikidata                         |
|        | Pont de la Rambla                             | pont                                     | Mas de Barberans             | Montsià           |                             |                           |                      |              |                                  |                      | 40° 42′ 56″ N, 0° 21′ 12″ E / 40.7155282880405°N,0.35339220552368°E      |                                            | Modifica les dades a Wikidata                         |
|        | Pont de les Canals                            | pont                                     | Mas de Barberans             | Montsià           |                             |                           |                      |              |                                  |                      | 40° 44′ 11″ N, 0° 21′ 41″ E / 40.7363290430493°N,0.361389340408962°E     |                                            | Modifica les dades a Wikidata                         |
|        | Pont del Cubilar                              | pont                                     | Mas de Barberans             | Montsià           |                             |                           |                      |              |                                  |                      | 40° 43′ 40″ N, 0° 22′ 04″ E / 40.727796°N,0.367691°E                     | bé integrant del patrimoni cultural català | Modifica les dades a Wikidata                         |
|        | Pont del Trillador                            | pont                                     | Mas de Barberans             | Montsià           |                             |                           |                      |              |                                  |                      | 40° 44′ 19″ N, 0° 25′ 22″ E / 40.7385574826818°N,0.422902661342237°E     |                                            | Modifica les dades a Wikidata                         |
|        | Pont de la Pallaresa                          | pont                                     | Sant Jaume d'Enveja          | Montsià           |                             |                           |                      |              |                                  |                      | 40° 42′ 08″ N, 0° 43′ 50″ E / 40.702115855781°N,0.730485200419619°E      |                                            | Modifica les dades a Wikidata                         |
|        | Pont de les Creus                             | pont                                     | Sant Jaume d'Enveja          | Montsià           |                             |                           |                      |              |                                  |                      | 40° 41′ 32″ N, 0° 47′ 28″ E / 40.6922289640262°N,0.79100928804317°E      |                                            | Modifica les dades a Wikidata                         |
|        | Pont del Barceloní                            | pont                                     | Sant Jaume d'Enveja          | Montsià           |                             |                           |                      |              |                                  |                      | 40° 42′ 08″ N, 0° 44′ 26″ E / 40.7023503305587°N,0.740596932151233°E     |                                            | Modifica les dades a Wikidata                         |
|        | Antic Pont del Ferrocarril                    | pont                                     | Santa Bàrbara                | Montsià           |                             |                           |                      |              |                                  |                      | 40° 43′ 00″ N, 0° 30′ 20″ E / 40.716794°N,0.505436°E                     | bé integrant del patrimoni cultural català | Modifica les dades a Wikidata                         |
|        | pont de l'Olivar                              | pont                                     | Ulldecona                    | Montsià           | Sénia                       |                           |                      |              |                                  |                      | 40° 35′ 02″ N, 0° 25′ 28″ E / 40.58396°N,0.42432°E                       | bé integrant del patrimoni cultural català | Modifica les dades a Wikidata · Més imatges a Commons |
|        | pont de les Caixetes                          | pont                                     | Ulldecona                    | Montsià           | Sénia                       |                           |                      |              |                                  |                      | 40° 33′ 19″ N, 0° 26′ 11″ E / 40.55518°N,0.43649°E                       | bé integrant del patrimoni cultural català | Modifica les dades a Wikidata · Més imatges a Commons |
|        | Pont del Molí de Bordales                     | pont                                     | Ulldecona                    | Montsià           | Sénia                       |                           |                      |              |                                  |                      | 40° 36′ 33″ N, 0° 20′ 10″ E / 40.609150790652°N,0.336109752934455°E      |                                            | Modifica les dades a Wikidata                         |
|        | pont del Molí de l'Om                         | pont                                     | Ulldecona                    | Montsià           | Sénia                       |                           |                      |              |                                  |                      | 40° 36′ 24″ N, 0° 21′ 30″ E / 40.60677°N,0.35824°E                       | bé cultural d'interès local                | Modifica les dades a Wikidata · Més imatges a Commons |
|        | Pont del Llop                                 | pont                                     | Ascó                         | Ribera d'Ebre     |                             |                           |                      |              |                                  |                      | 41° 12′ 20″ N, 0° 33′ 26″ E / 41.2055882541311°N,0.557138509684339°E     |                                            | Modifica les dades a Wikidata                         |
|        | Pont de la Palma                              | pont                                     | Flix                         | Ribera d'Ebre     |                             |                           |                      |              |                                  |                      | 41° 15′ 52″ N, 0° 34′ 36″ E / 41.2645612612634°N,0.576570204381138°E     |                                            | Modifica les dades a Wikidata                         |
|        | Pont de Garcia                                | pont                                     | Garcia                       | Ribera d'Ebre     |                             |                           |                      |              |                                  |                      | 41° 07′ 46″ N, 0° 38′ 33″ E / 41.1294608505957°N,0.642625499809128°E     |                                            | Modifica les dades a Wikidata                         |
|        | Pont de l'Ull de l'Asmà                       | pont                                     | Garcia                       | Ribera d'Ebre     |                             |                           |                      |              |                                  |                      | 41° 06′ 44″ N, 0° 42′ 01″ E / 41.1122895226407°N,0.700333270749779°E     |                                            | Modifica les dades a Wikidata                         |
|        | Pont nou del Riu de Siurana                   | pont                                     | Garcia                       | Ribera d'Ebre     | riu de Siurana              | C-12                      |                      |              |                                  |                      | 41° 07′ 50″ N, 0° 39′ 02″ E / 41.1305664821501°N,0.650448192607341°E     |                                            | Modifica les dades a Wikidata                         |
|        | Pont vell del Riu de Siurana                  | pont                                     | Garcia                       | Ribera d'Ebre     | riu de Siurana              |                           |                      |              |                                  |                      | 41° 07′ 53″ N, 0° 39′ 07″ E / 41.1314637933156°N,0.652048205852209°E     |                                            | Modifica les dades a Wikidata                         |
|        | Pont de Pubill                                | pont                                     | Ginestar                     | Ribera d'Ebre     |                             |                           |                      |              |                                  |                      | 41° 02′ 46″ N, 0° 38′ 47″ E / 41.0461337389398°N,0.64644811850455°E      |                                            | Modifica les dades a Wikidata                         |
|        | lo Pont                                       | pont                                     | la Palma d'Ebre              | Ribera d'Ebre     |                             |                           |                      |              |                                  |                      | 41° 17′ 15″ N, 0° 40′ 14″ E / 41.2876225312978°N,0.670517054403749°E     |                                            | Modifica les dades a Wikidata                         |
|        | pont del Carícia                              | pont                                     | la Torre de l'Espanyol       | Ribera d'Ebre     |                             |                           |                      |              |                                  |                      | 41° 12′ 23″ N, 0° 39′ 08″ E / 41.2062978700467°N,0.652259827102732°E     |                                            | Modifica les dades a Wikidata                         |
|        | Pont de les Eixugueres                        | pont                                     | Miravet                      | Ribera d'Ebre     |                             |                           |                      |              |                                  |                      | 41° 02′ 53″ N, 0° 35′ 40″ E / 41.0480692871367°N,0.59451743372897°E      |                                            | Modifica les dades a Wikidata                         |
|        | Pont de Móra d'Ebre                           | pont                                     | Móra d'Ebre                  | Ribera d'Ebre     | Ebre                        |                           |                      |              |                                  |                      | 41° 05′ 27″ N, 0° 38′ 43″ E / 41.090892°N,0.645379°E                     | bé integrant del patrimoni cultural català | Modifica les dades a Wikidata · Més imatges a Commons |
|        | Pont del Rec                                  | pont                                     | Móra d'Ebre                  | Ribera d'Ebre     |                             |                           |                      |              |                                  |                      | 41° 04′ 50″ N, 0° 36′ 58″ E / 41.0806279403938°N,0.61608947049327°E      |                                            | Modifica les dades a Wikidata                         |
|        | Pont del Riu Sec                              | pont                                     | Móra d'Ebre                  | Ribera d'Ebre     |                             |                           |                      |              |                                  |                      | 41° 04′ 44″ N, 0° 38′ 08″ E / 41.0789782365748°N,0.635682260874693°E     |                                            | Modifica les dades a Wikidata                         |
|        | Pont de la Pedraleta                          | pont                                     | Rasquera                     | Ribera d'Ebre     |                             |                           |                      |              |                                  |                      | 40° 59′ 48″ N, 0° 37′ 13″ E / 40.9965857873256°N,0.620155777130411°E     |                                            | Modifica les dades a Wikidata                         |
|        | Pont del Floro                                | pont                                     | Rasquera                     | Ribera d'Ebre     |                             |                           |                      |              |                                  |                      | 40° 58′ 24″ N, 0° 38′ 14″ E / 40.9732371182434°N,0.637122266330355°E     |                                            | Modifica les dades a Wikidata                         |
|        | Pont de Berrús                                | pont                                     | Riba-roja d'Ebre             | Ribera d'Ebre     |                             |                           |                      |              |                                  |                      | 41° 13′ 26″ N, 0° 23′ 31″ E / 41.2237576053435°N,0.39186177926405°E      |                                            | Modifica les dades a Wikidata                         |
|        | Pont de la Barca                              | pont                                     | Riba-roja d'Ebre             | Ribera d'Ebre     | Ebre                        |                           |                      |              |                                  |                      | 41° 14′ 51″ N, 0° 28′ 42″ E / 41.2476359357229°N,0.478408884971851°E     |                                            | Modifica les dades a Wikidata                         |
|        | Pont de Sant Francisco                        | pont                                     | Riba-roja d'Ebre             | Ribera d'Ebre     |                             |                           |                      |              |                                  |                      | 41° 14′ 06″ N, 0° 24′ 53″ E / 41.2349528525558°N,0.414610859162053°E     |                                            | Modifica les dades a Wikidata                         |
|        | Pont de Vall d'Abelles                        | pont                                     | Riba-roja d'Ebre             | Ribera d'Ebre     |                             |                           |                      |              |                                  |                      | 41° 14′ 22″ N, 0° 27′ 55″ E / 41.2394922139799°N,0.46521492433809°E      |                                            | Modifica les dades a Wikidata                         |
|        | Pont de l'Auliva                              | pont                                     | Tivissa                      | Ribera d'Ebre     |                             |                           | 229                  | 20th century |                                  |                      | 41° 03′ 18″ N, 0° 44′ 11″ E / 41.055°N,0.736389°E                        | bé integrant del patrimoni cultural català | Modifica les dades a Wikidata · Més imatges a Commons |
|        | Pont del Molló                                | pont                                     | Tivissa                      | Ribera d'Ebre     |                             |                           |                      |              |                                  |                      | 41° 04′ 08″ N, 0° 40′ 03″ E / 41.0688806136187°N,0.667452020344461°E     |                                            | Modifica les dades a Wikidata                         |
|        | Pont del Tren                                 | pont                                     | Tivissa                      | Ribera d'Ebre     |                             |                           |                      |              |                                  |                      | 41° 05′ 47″ N, 0° 44′ 08″ E / 41.0963415882625°N,0.735513798124559°E     |                                            | Modifica les dades a Wikidata                         |
|        | la Palanca                                    | pont                                     | Arnes                        | Terra Alta        |                             |                           |                      |              |                                  |                      | 40° 54′ 43″ N, 0° 15′ 11″ E / 40.912058651692°N,0.2531124360435°E        |                                            | Modifica les dades a Wikidata                         |
|        | Pont d'Horta                                  | pont                                     | Arnes                        | Terra Alta        |                             |                           |                      |              |                                  |                      | 40° 55′ 22″ N, 0° 16′ 37″ E / 40.9227111256653°N,0.276907129019594°E     |                                            | Modifica les dades a Wikidata                         |
|        | Pontet de Cantavella                          | pont                                     | Arnes                        | Terra Alta        |                             |                           |                      |              |                                  |                      | 40° 53′ 57″ N, 0° 17′ 37″ E / 40.899111141107°N,0.293651666889917°E      |                                            | Modifica les dades a Wikidata                         |
|        | Pont del Canaletes                            | pont                                     | Bot                          | Terra Alta        |                             |                           |                      |              |                                  |                      | 40° 59′ 58″ N, 0° 22′ 49″ E / 40.9994499685246°N,0.380233949444158°E     |                                            | Modifica les dades a Wikidata                         |
|        | Pas de Corralets                              | pont                                     | Caseres                      | Terra Alta        |                             |                           |                      |              |                                  |                      | 41° 04′ 13″ N, 0° 13′ 09″ E / 41.070201763439°N,0.219044494562549°E      |                                            | Modifica les dades a Wikidata                         |
|        | Pont de Caseres                               | pont                                     | Caseres                      | Terra Alta        |                             |                           |                      |              |                                  |                      | 41° 02′ 05″ N, 0° 14′ 03″ E / 41.0347795643225°N,0.234049252913977°E     |                                            | Modifica les dades a Wikidata                         |
|        | Pont de les Solades                           | pont                                     | Corbera d'Ebre               | Terra Alta        |                             |                           |                      |              |                                  |                      | 41° 04′ 37″ N, 0° 28′ 56″ E / 41.0770611933233°N,0.482348073901853°E     |                                            | Modifica les dades a Wikidata                         |
|        | Pont de Vidal                                 | pont                                     | Corbera d'Ebre               | Terra Alta        |                             |                           |                      |              |                                  |                      | 41° 05′ 02″ N, 0° 29′ 23″ E / 41.0838887538735°N,0.48978918561184°E      |                                            | Modifica les dades a Wikidata                         |
|        | Pont dels Bassiols                            | pont                                     | Corbera d'Ebre               | Terra Alta        |                             |                           |                      |              |                                  |                      | 41° 05′ 11″ N, 0° 30′ 19″ E / 41.0863149863318°N,0.505279617242977°E     |                                            | Modifica les dades a Wikidata                         |
|        | Pont d'Enrovina                               | pont                                     | el Pinell de Brai            | Terra Alta        |                             |                           |                      |              |                                  |                      | 41° 01′ 31″ N, 0° 31′ 10″ E / 41.0252039776016°N,0.51951778533032°E      |                                            | Modifica les dades a Wikidata                         |
|        | Pont de la Carbonera                          | pont                                     | el Pinell de Brai            | Terra Alta        |                             |                           |                      |              |                                  |                      | 41° 01′ 19″ N, 0° 29′ 59″ E / 41.0218222637573°N,0.499748194611962°E     |                                            | Modifica les dades a Wikidata                         |
|        | Pont de la Venta del Riu                      | pont                                     | el Pinell de Brai            | Terra Alta        |                             |                           |                      |              |                                  |                      | 40° 59′ 48″ N, 0° 28′ 01″ E / 40.9965444969795°N,0.466989343826823°E     |                                            | Modifica les dades a Wikidata                         |
|        | Pont d'Arenys                                 | pont                                     | Horta de Sant Joan           | Terra Alta        |                             |                           |                      |              |                                  |                      | 40° 58′ 50″ N, 0° 16′ 54″ E / 40.980667287587°N,0.281737281270484°E      |                                            | Modifica les dades a Wikidata                         |
|        | Pont de l'Arc                                 | pont                                     | Horta de Sant Joan           | Terra Alta        |                             |                           |                      |              |                                  |                      | 40° 59′ 38″ N, 0° 21′ 14″ E / 40.9940013801049°N,0.353857373608091°E     |                                            | Modifica les dades a Wikidata                         |
|        | Pont de la Curra                              | pont                                     | Horta de Sant Joan           | Terra Alta        |                             |                           |                      |              |                                  |                      | 40° 59′ 01″ N, 0° 20′ 42″ E / 40.9835715578366°N,0.344861172517605°E     |                                            | Modifica les dades a Wikidata                         |
|        | Pont de Leal                                  | pont                                     | Horta de Sant Joan           | Terra Alta        |                             |                           |                      |              |                                  |                      | 40° 58′ 01″ N, 0° 19′ 11″ E / 40.9668401018267°N,0.319723385639824°E     |                                            | Modifica les dades a Wikidata                         |
|        | Pont de les Creuetes                          | pont                                     | Horta de Sant Joan           | Terra Alta        |                             |                           |                      |              |                                  |                      | 40° 57′ 47″ N, 0° 18′ 32″ E / 40.9631560217993°N,0.308893652848579°E     |                                            | Modifica les dades a Wikidata                         |
|        | Pont de Lledó                                 | pont                                     | Horta de Sant Joan           | Terra Alta        |                             |                           |                      |              |                                  |                      | 40° 57′ 04″ N, 0° 16′ 36″ E / 40.9512270313395°N,0.276530926878913°E     |                                            | Modifica les dades a Wikidata                         |
|        | Pont del Canaletes                            | pont                                     | Horta de Sant Joan           | Terra Alta        |                             |                           |                      |              |                                  |                      | 40° 57′ 34″ N, 0° 21′ 19″ E / 40.9594803626717°N,0.355142432761351°E     |                                            | Modifica les dades a Wikidata                         |
|        | Pontet de les Solanes de Lledó                | pont                                     | Horta de Sant Joan           | Terra Alta        |                             |                           |                      |              |                                  |                      | 40° 58′ 25″ N, 0° 17′ 27″ E / 40.9734929770656°N,0.290707125199089°E     |                                            | Modifica les dades a Wikidata                         |
|        | Pont de Vallmala                              | pont                                     | la Pobla de Massaluca        | Terra Alta        |                             |                           |                      |              |                                  |                      | 41° 13′ 20″ N, 0° 20′ 07″ E / 41.2223199439365°N,0.335399873796914°E     |                                            | Modifica les dades a Wikidata                         |
|        | quart viaducte ferroviari del Matarranya      | viaducte pont ferroviari                 | la Pobla de Massaluca        | Terra Alta        | Matarranya                  | línia Reus-Casp           |                      |              |                                  | parcialment destruït | 41° 13′ 50″ N, 0° 20′ 31″ E / 41.23051389°N,0.34196389°E                 |                                            | Modifica les dades a Wikidata                         |
|        | Pont de Bartolet                              | pont                                     | Prat de Comte                | Terra Alta        |                             |                           |                      |              |                                  |                      | 40° 58′ 47″ N, 0° 23′ 30″ E / 40.9796975705151°N,0.391736449778523°E     |                                            | Modifica les dades a Wikidata                         |
|        | Pont de la Bessona                            | pont                                     | Prat de Comte                | Terra Alta        |                             |                           |                      |              |                                  |                      | 40° 58′ 55″ N, 0° 24′ 08″ E / 40.9818274775995°N,0.4022899077225°E       |                                            | Modifica les dades a Wikidata                         |
|        | Pont de Peret                                 | pont                                     | Prat de Comte                | Terra Alta        |                             |                           |                      |              |                                  |                      | 40° 58′ 06″ N, 0° 22′ 37″ E / 40.9682590776631°N,0.377072136623169°E     |                                            | Modifica les dades a Wikidata                         |
|        | Pont del Veter                                | pont                                     | Prat de Comte                | Terra Alta        |                             |                           |                      |              |                                  |                      | 40° 58′ 28″ N, 0° 23′ 11″ E / 40.9743585745318°N,0.386266316489278°E     |                                            | Modifica les dades a Wikidata                         |